# Dichaetomyia lalat
Dichaetomyia lalat är en tvåvingeart som beskrevs av Shinonaga 2004. Dichaetomyia lalat ingår i släktet Dichaetomyia och familjen husflugor. Inga underarter finns listade i Catalogue of Life.